# Francisco José Prieto Fernández
Francisco José Prieto Fernández (Ourense, 18 de agosto de 1968) é um prelado espanhol da Igreja Católica, atual arcebispo de Santiago de Compostela.

## Biografia
Francisco José Prieto Fernández estudou filosofia e teologia no seminário de Ourense e na Universidade de Navarra. Depois de prosseguir os estudos na Pontifícia Universidade Gregoriana, obteve a licenciatura em patrística. Em 26 de junho de 1993 recebeu o sacramento da ordenação pela diocese de Orense .
Depois de uma breve atividade como capelão, de 1995 a 1996 foi educador do colégio masculino da diocese de Orense e professor associado da Pontifícia Universidade de Salamanca . Depois, trabalhou em várias paróquias até 2020 na pastoral e como pároco do mosteiro de San José em Orense. De 1998 a 2020 dirigiu o Centro de Estudos Teológicos a Distância e de 2009 a 2012 a Escola Diocesana de Teologia. De 2007 a 2019 foi professor do instituto teológico de Orense. Desde 2012 foi o responsável pela nova evangelização até a sua nomeação como bispo auxiliar como vigário episcopal .
Em 28 de janeiro de 2021 o Papa Francisco o nomeou como bispo auxiliar de Santiago de Compostela, indicando-lhe como bispo titular de Vergi. Foi ordenado em 10 de abril do mesmo ano, na Catedral de Santiago de Compostela, por Julián Barrio Barrio, arcebispo de Santiago de Compostela, coadjuvado por Bernardito Cleopas Auza, núncio apostólico na Espanha e Andorra e por José Leonardo Lemos Montanet, bispo de Ourense.
Em 1 de abril de 2023, a Santa Sé anunciou a nomeação de Francisco José Prieto Fernández para suceder Julián Barrio Barrio como Arcebispo de Santiago de Compostela. A entrada solene ocorreu em 3 de junho de 2023.